# Conopeum grimmi
Conopeum grimmi is een mosdiertjessoort uit de familie van de Electridae. De wetenschappelijke naam van de soort is voor het eerst geldig gepubliceerd in 2009 door Gontar & Tarasov.